# Antonio Pucci (cardenal)
Antonio Pucci (Florencia, 8 de octubre de 1484-Bagnoregio, 12 de octubre de 1544) fue un eclesiástico italiano. 

## Vida
Hijo primogénito de Alessandro Pucci y Sibilla Sassetti, familia noble de la República de Florencia cercana a los Médici, fue destinado desde joven a la carrera eclesiástica, en la que tuvo un rápido ascenso gracias a su tío Lorenzo, cardenal desde 1513, que renunció en su favor varios oficios y beneficios, el primero de ellos el de canónigo de la Catedral de Florencia cuando tenía sólo trece años; su otro tío Roberto sería también cardenal en 1542. 
Nombrado clérigo de cámara en 1513, participó en esta condición en el Concilio de Letrán V; fue nuncio apostólico en el Reino de Portugal en 1514 y en los Cantones suizos en 1517, obispo de Pistoia desde que su tío Lorenzo le cedió la diócesis en 1518 hasta que la cedió a su vez a Roberto en 1542, se halló junto al papa Clemente VII cuando las tropas imperiales saquearon Roma en 1527; fue solicitador de cartas apostólicas ese mismo año, legado en Francia y España en 1528 y penitenciario mayor y administrador apostólico de la diócesis de Vannes desde 1529.
Clemente VII le creó cardenal en el consistorio de septiembre de 1531; recibió el título de los Cuatro Santos Coronados, que posteriormente cambió por los de Santa Maria in Trastevere (1541), Albano (1543) y Sabina (1543).  
Gobernador de Bagnoregio desde 1538, murió en esta ciudad a los sesenta años de edad.  Su cuerpo fue trasladado a Roma y sepultado en el coro de la basílica de Santa María sopra Minerva.  
Dejó escritas y publicadas algunas homilías y versos latinos.